# Lista de rios de Minas Gerais

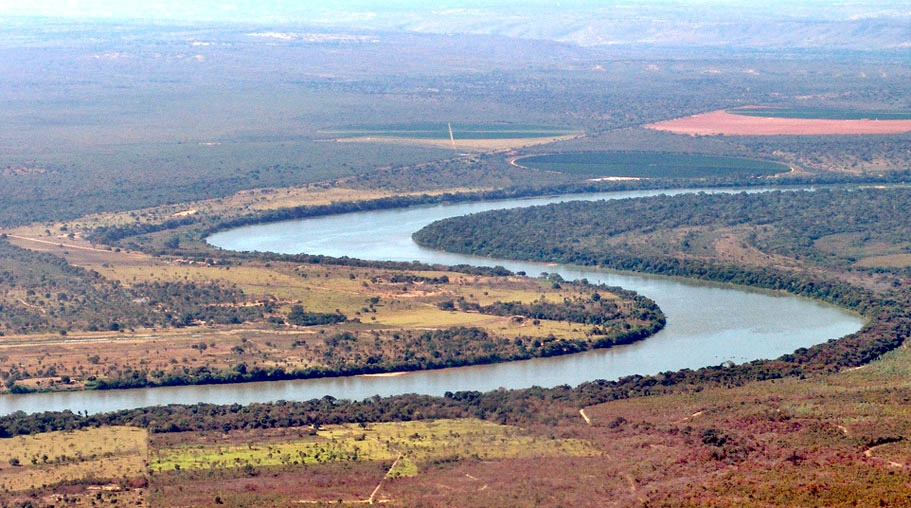
Trecho do rio São Francisco entre os municípios de Ponto Chique e Várzea da Palma.

Esta é uma lista de rios de Minas Gerais, Brasil. Os rios estão agrupados segundo a região hidrográfica a que pertencem. A identação da lista é tal que apresenta, para cada rio, seus afluentes ordenados de jusante para montante.

## Porregião hidrográfica

### Região hidrográfica do São Francisco

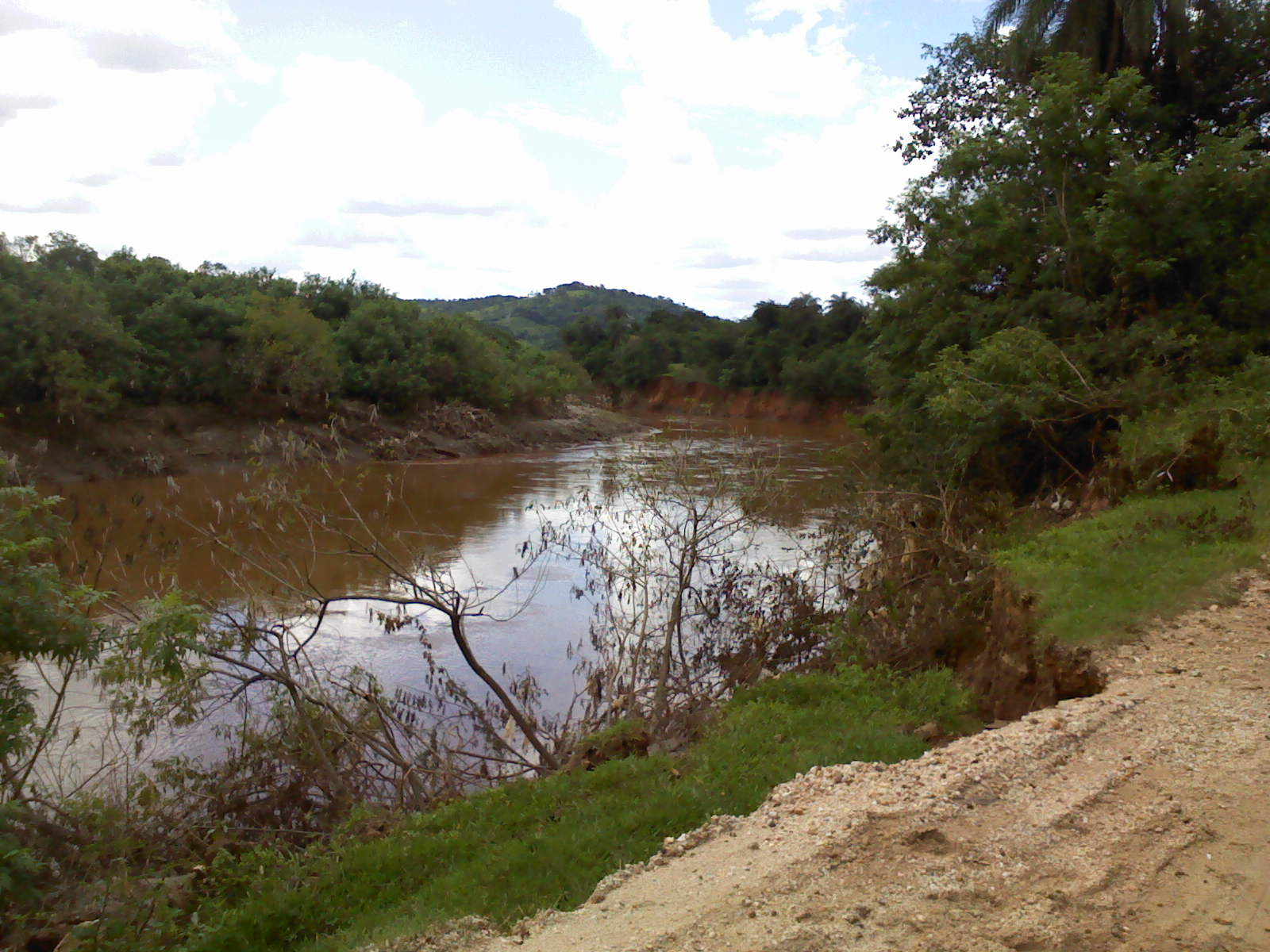
Rio das Velhas em Santa Luzia

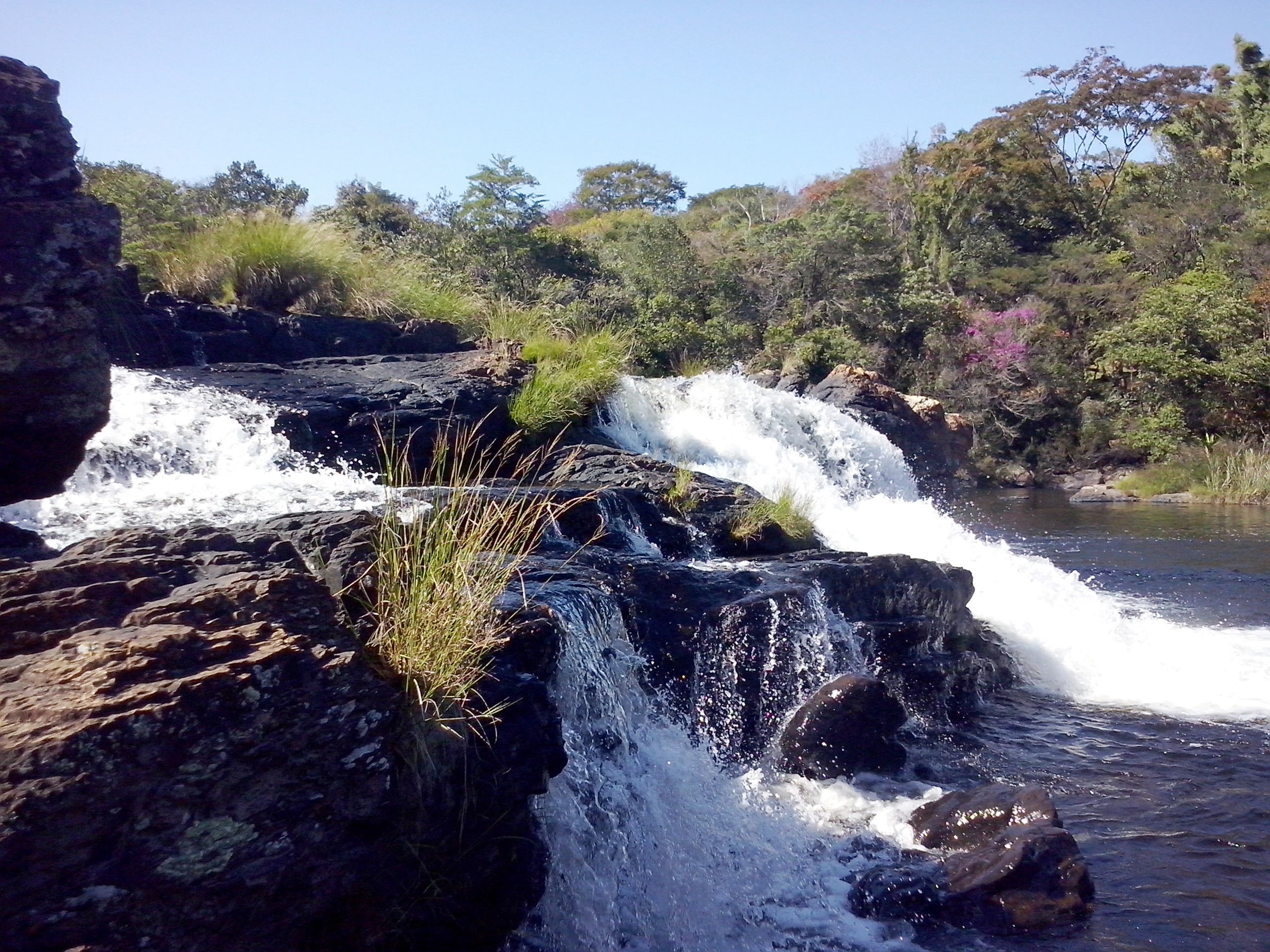
Rio Cipó na Serra do Cipó em Santana do Riacho

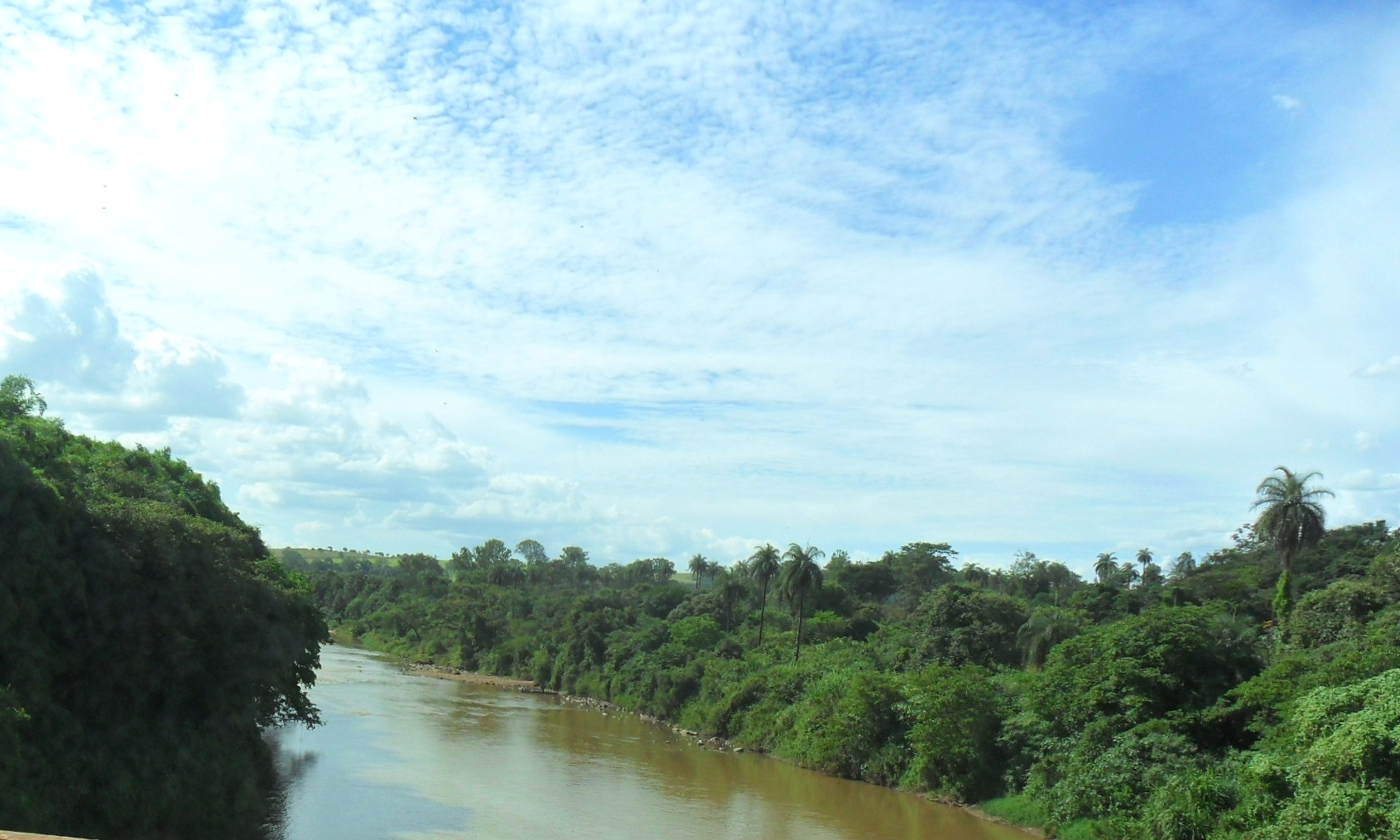
Rio Paraopeba entre Betim e São Joaquim de Bicas

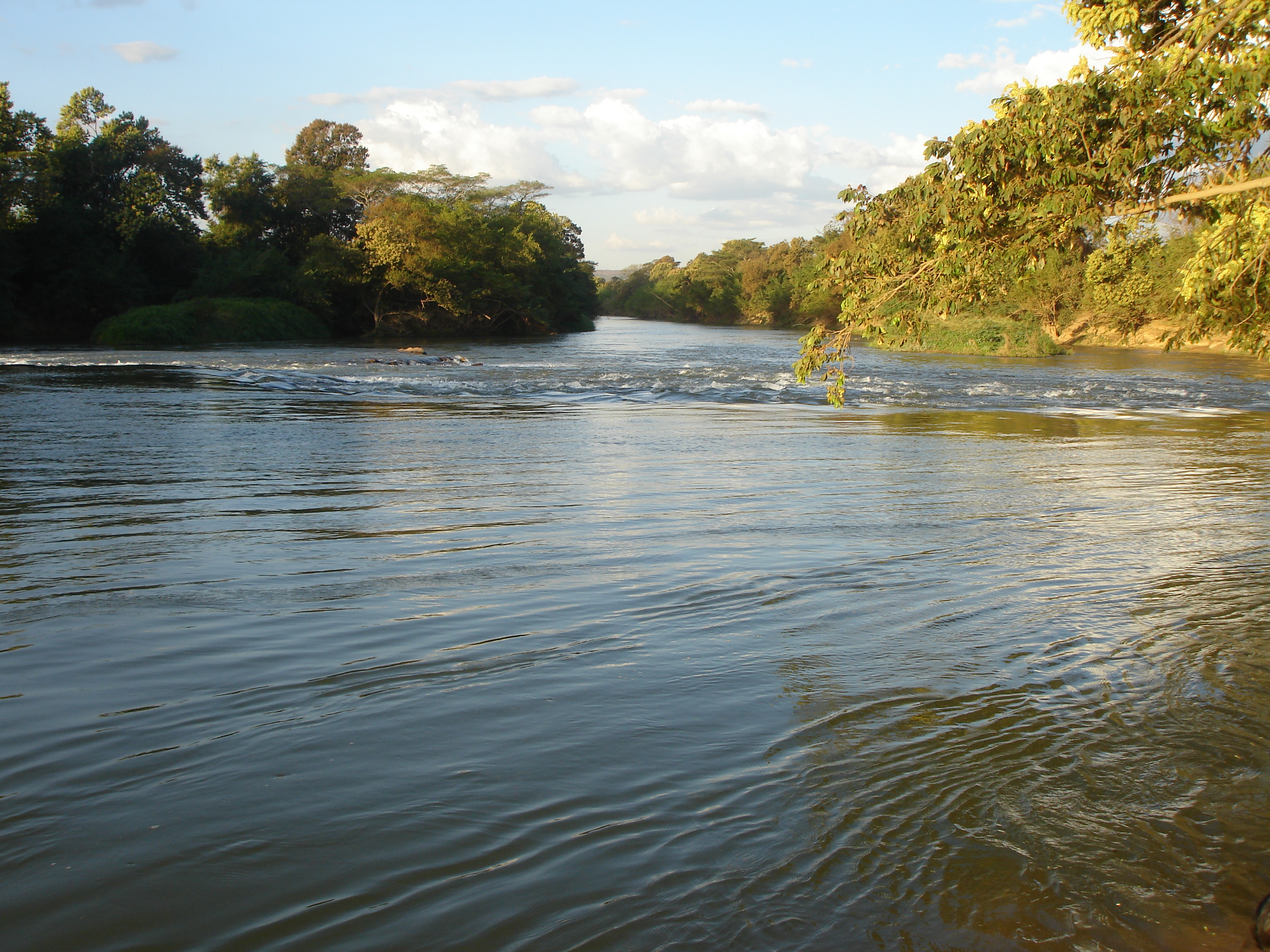
Rio Preto em Unaí

- Rio São Francisco
  - Rio Carinhanha
    - Rio Coxá

  - Rio Verde Grande
    - Rio Gorutuba
      - Rio Mosquito

    - Rio do Vieira
      - Rio do Cedro

  - Rio Peruaçu
  - Rio Urucuia
  - Rio Paracatu
    - Rio Preto

  - Rio Pacuí
    - Rio Riachão

  - Rio Jequitaí
  - Rio das Velhas
    - Rio Curimataí
    - Rio Pardo Grande
      - Rio Pardo Pequeno

    - Rio Paraúna
      - Rio Cipó

    - Ribeirão Sabará
      - Córrego Caeté

    - Ribeirão Arrudas[9]
      - Córrego do Bonsucesso[9]
      - Córrego Cercadinho[9]
      - Córrego Ponte Queimada[9]

    - Ribeirão dos Cristais
    - Rio Maracujá

  - Rio Abaeté
  - Rio Indaiá
  - Rio Paraopeba
    - Rio Betim
    - Rio Brumado
    - Rio Manso

  - Rio Pará
    - Rio São João
    - Rio Picão
    - Rio Itapecerica

  - Rio São Miguel
  - Rio Piumhi
  - Rio Samburá

### Região hidrográfica do Atlântico Leste

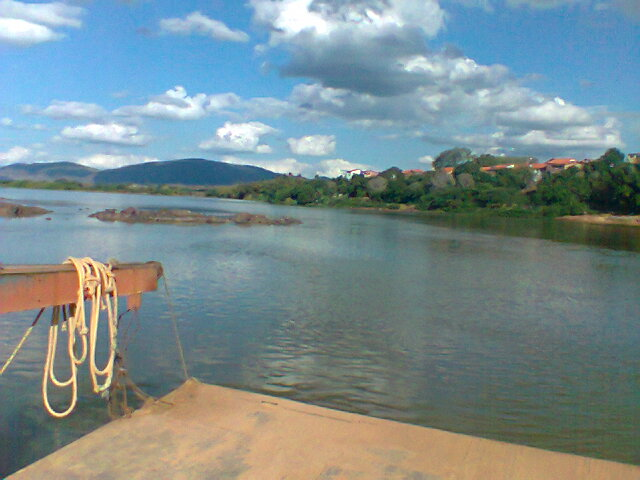
Rio Jequitinhonha em Jacinto

- Rio Pardo
- Rio Buranhém

Bacia do Rio Jequitinhonha
- Rio Jequitinhonha
  - Rio Rubim de Pedras
  - Ribeirão São João
  - Rio Itinga
  - Rio Araçuaí
    - Rio Fanado
    - Rio Itamarandiba

  - Rio Salinas
  - Rio Itacambiruçu
  - Rio Macaúbas
  - Rio Tabatinga
  - Ribeirão das Pedras

Bacia do Rio Mucuri
- Rio Mucuri
  - Rio Pampá
  - Rio Todos os Santos
  - Rio do Pavão

### Região hidrográfica do Atlântico Sudeste
- Rio São Mateus

Bacia do Rio Doce
- Rio Doce
  - Rio Manhuaçu
    - Rio José Pedro

  - Córrego da Lapa
  - Rio Resplendor
  - Rio Caratinga
    - Córrego Poço Fundo

  - Rio Suaçuí Grande
  - Rio Suaçuí Pequeno
    - Rio Tronqueiras

  - Rio Santo Antônio
    - Rio Guanhães
    - Rio Tanque
      - Rio Aliança

    - Rio Preto do Itambé
      - Rio de Peixe

    - Rio do Peixe

  - Rio Corrente Grande
  - Córrego do Bueiro
  - Ribeirão da Garrafa
  - Ribeirão do Achado
  - Córrego Entre Folhas
  - Ribeirão Ipanema
  - Rio Piracicaba
    - Córrego Limoeiro
    - Ribeirão Caladinho
    - Ribeirão Caladão
    - Ribeirão Timotinho
    - Córrego do Atalho
    - Ribeirão Cocais Pequeno
    - Ribeirão Cocais Grande
    - Ribeirão Figueiredo
    - Ribeirão da Prainha
    - Rio de Peixe
    - Rio da Prata
    - Rio Santa Bárbara
      - Rio Conceição
        - Rio Caraça

    - Ribeirão do Turvo
    - Rio Maquiné

  - Ribeirão do Boi
  - Ribeirão do Belém
    - Córrego Celeste

  - Ribeirão Sacramento
  - Rio Matipó
  - Rio Casca
    - Ribeirão das Bandeiras
    - Ribeirão Santo Antônio do Grama
    - Ribeirão Turvão

  - Rio Piranga
    - Rio do Carmo
      - Rio Gualaxo do Norte
      - Rio Gualaxo do Sul

    - Ribeirão Teixeiras
    - Rio Turvo Limpo
      - Rio Turvo Sujo

    - Rio Bacalhau
    - Rio Xopotó
      - Rio Turvo

Bacia do Rio Itabapoana
- Rio Itabapoana
  - Rio Preto
  - Rio São João
    - Rio Caparaó

Bacia do Rio Paraíba do Sul
- Rio Paraíba do Sul
  - Rio Muriaé
    - Rio Carangola
    - Rio Gavião
      - Rio Pinhotiba

    - Rio Glória
      - Ribeirão do Jorge

    - Rio Fumaça
    - Rio Fubá

  - Rio Pomba
    - Ribeirão Bom Jardim
    - Ribeirão da Capivara
    - Ribeirão dos Monos
    - Ribeirão Feijão Cru
    - Rio Pardo
    - Ribeirão Meia Pataca
    - Rio Novo
      - Ribeirão dos Pires
      - Ribeirão Roça Grande
      - Ribeirão da Grama
      - Ribeirão Caranguejo

    - Rio Xopotó
      - Ribeirão Ubá
      - Rio dos Bagres

    - Rio Paraopeba
      - Ribeirão Piraúba

    - Rio Formoso
    - Rio São Manuel
    - Rio Paciência

  - Rio Pirapetinga
  - Rio Angu
  - Rio do Aventureiro
  - Córrego da Areia
  - Rio Paraibuna
    - Rio Cágado
    - Rio Preto

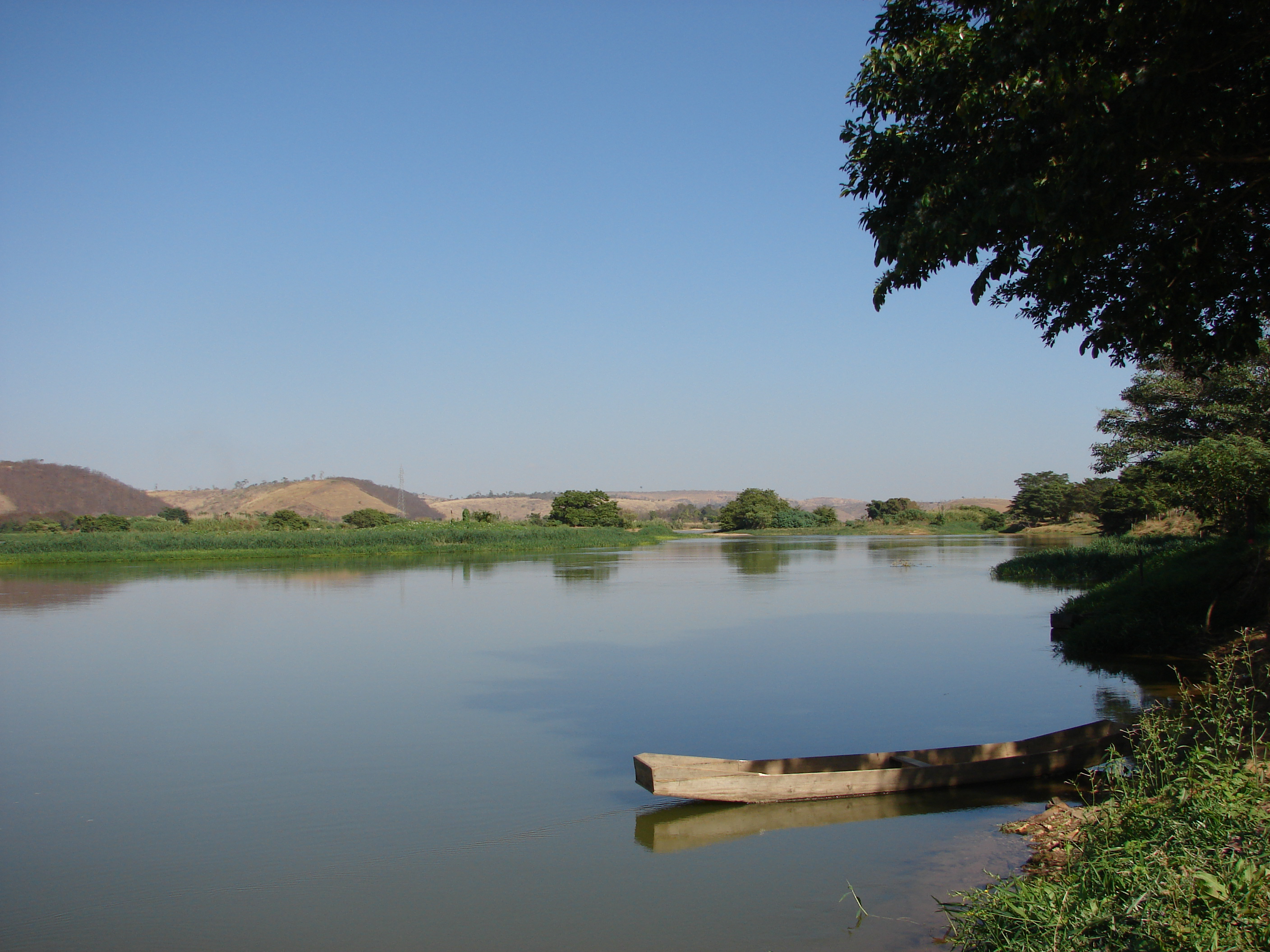
Rio Doce em Galileia

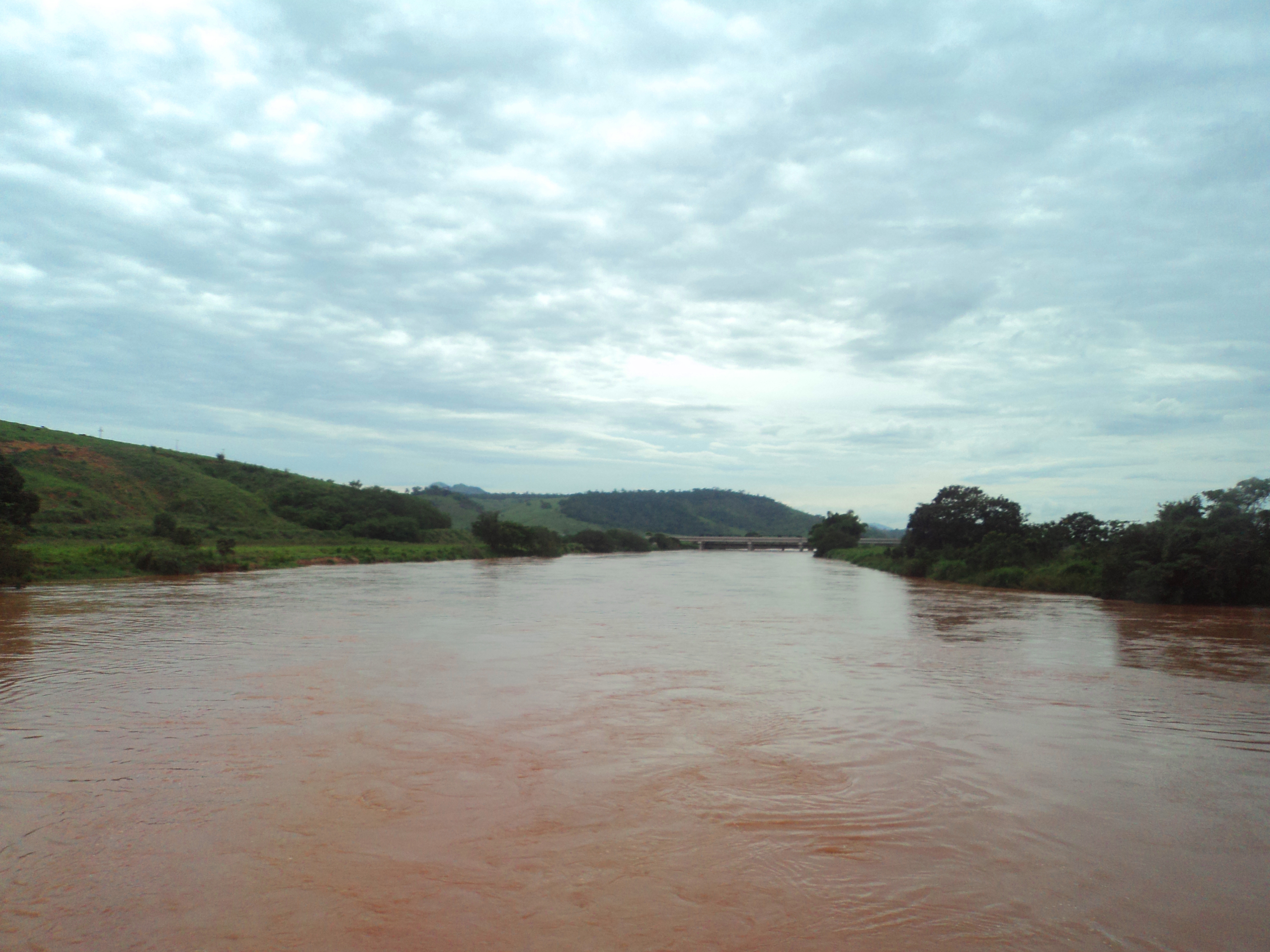
Rio Manhuaçu em Aimorés

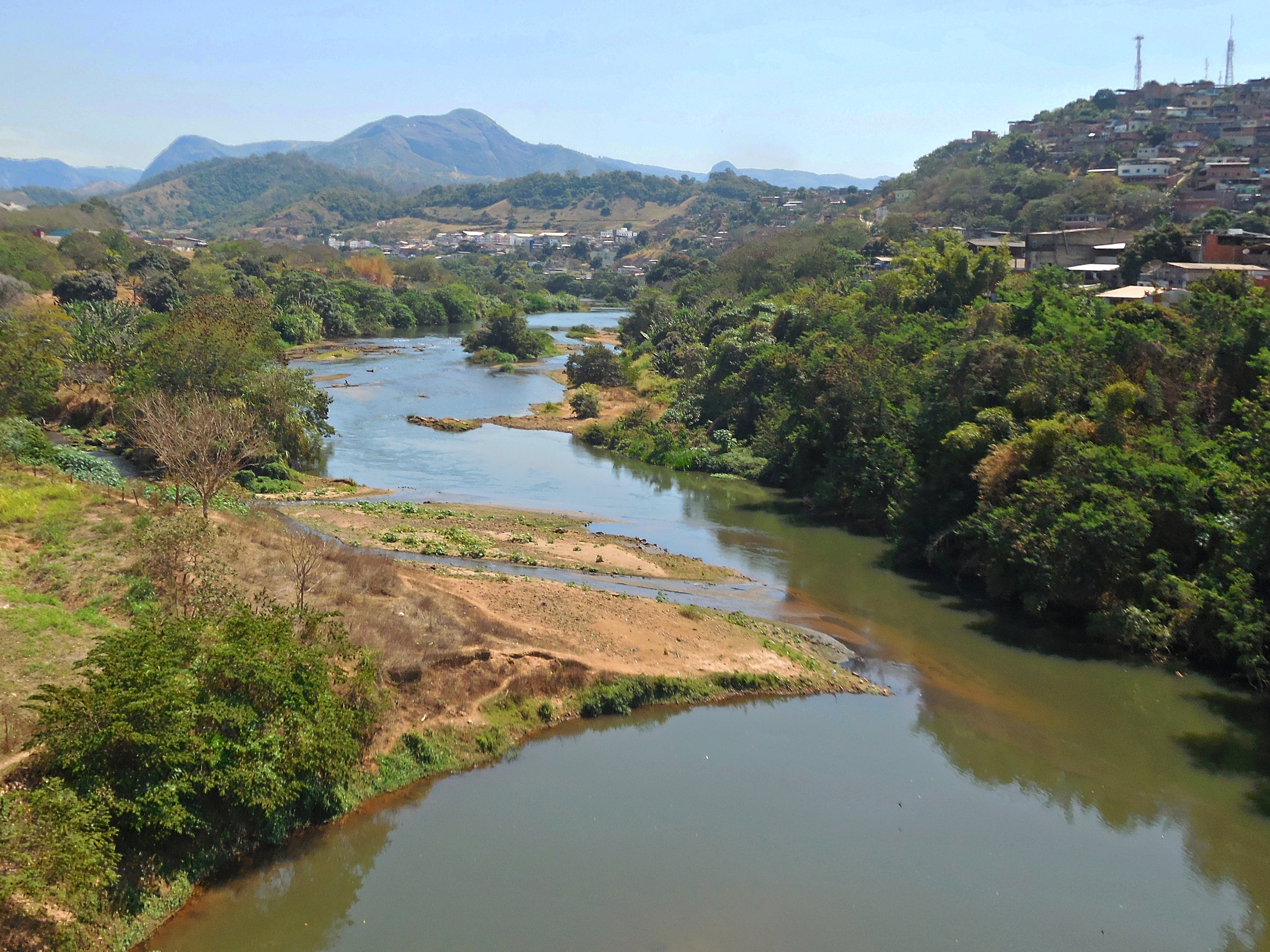
Rio Piracicaba entre Timóteo e Coronel Fabriciano

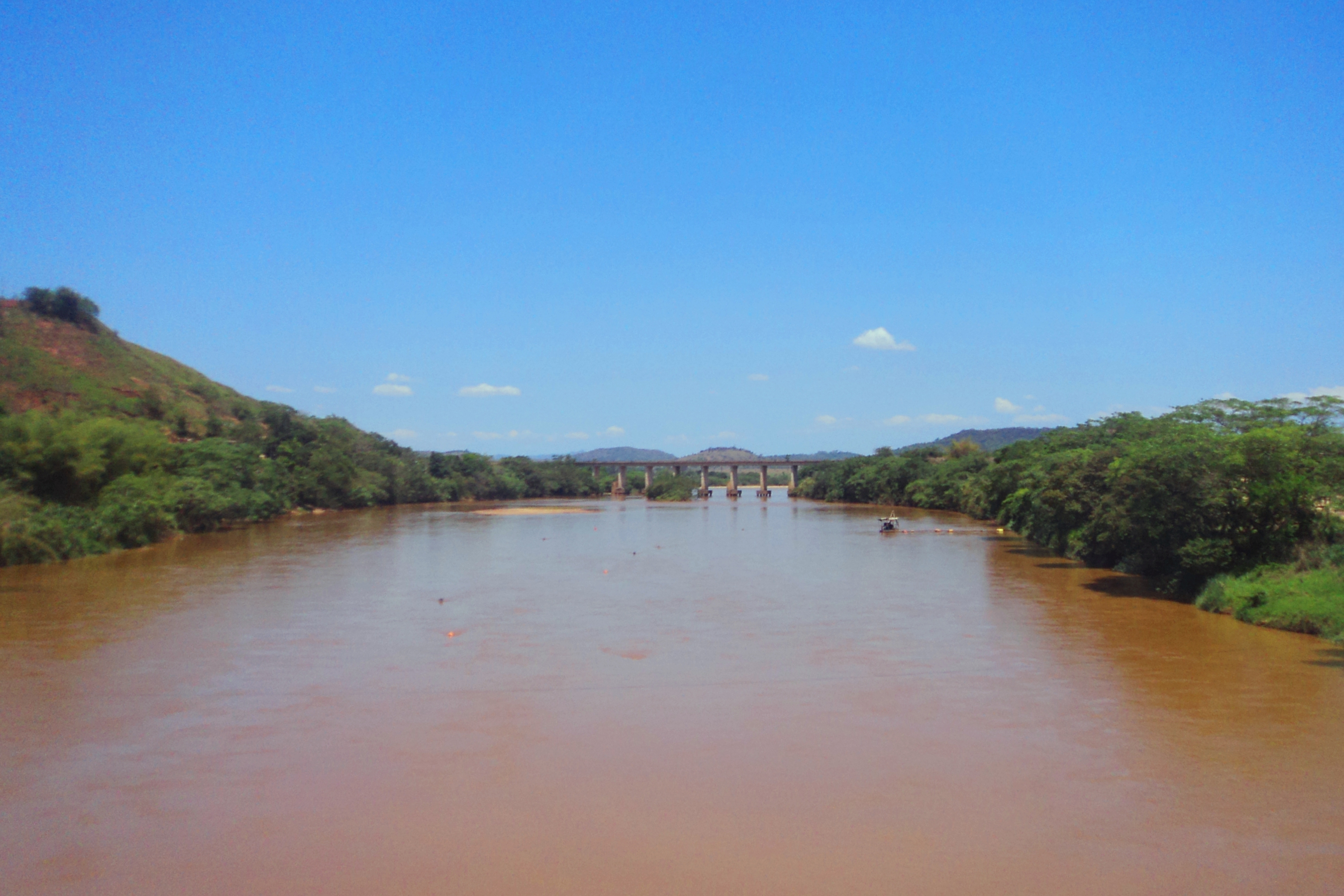
Rio Santo Antônio entre Naque e Belo Oriente

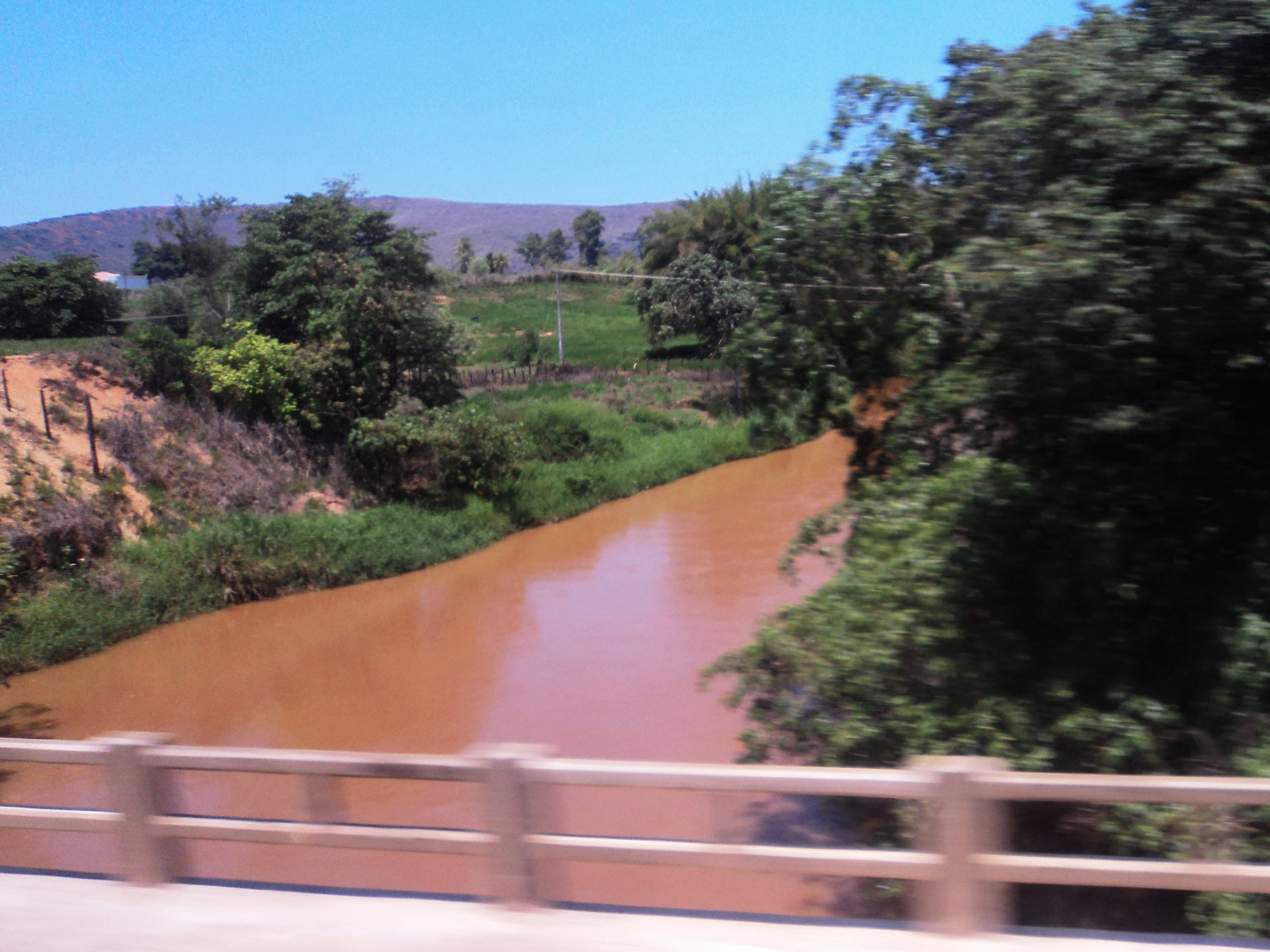
Rio Suaçuí Pequeno em Governador Valadares

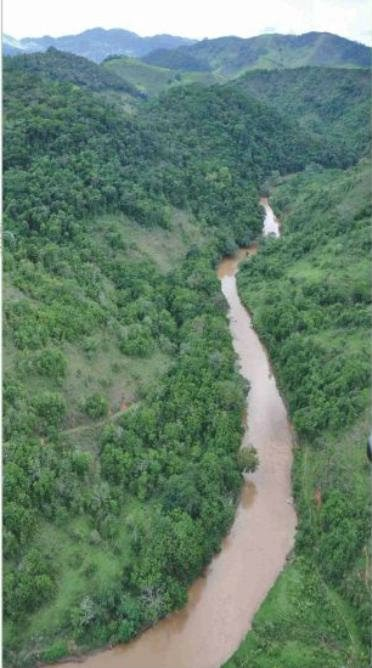
Rio Carangola

    - Ribeirão do Divino Espírito Santo
    - Rio do Peixe
      - Rio Monte Verde ou Santa Bárbara
      - Rio Grão-Mogol
        - Rio Vermelho

### Região hidrográfica do Paraná

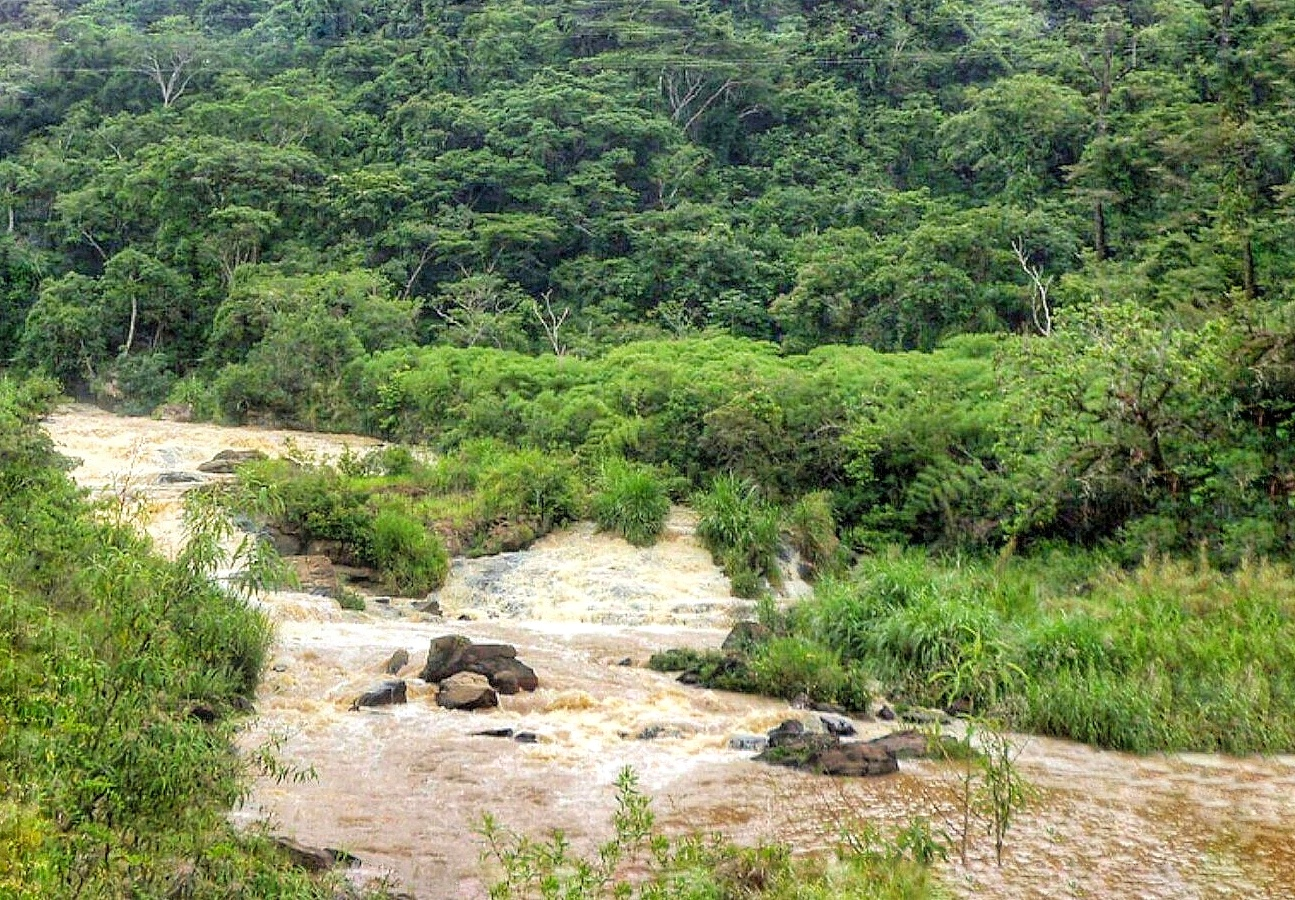
Rio Cabo Verde em Divisa Nova

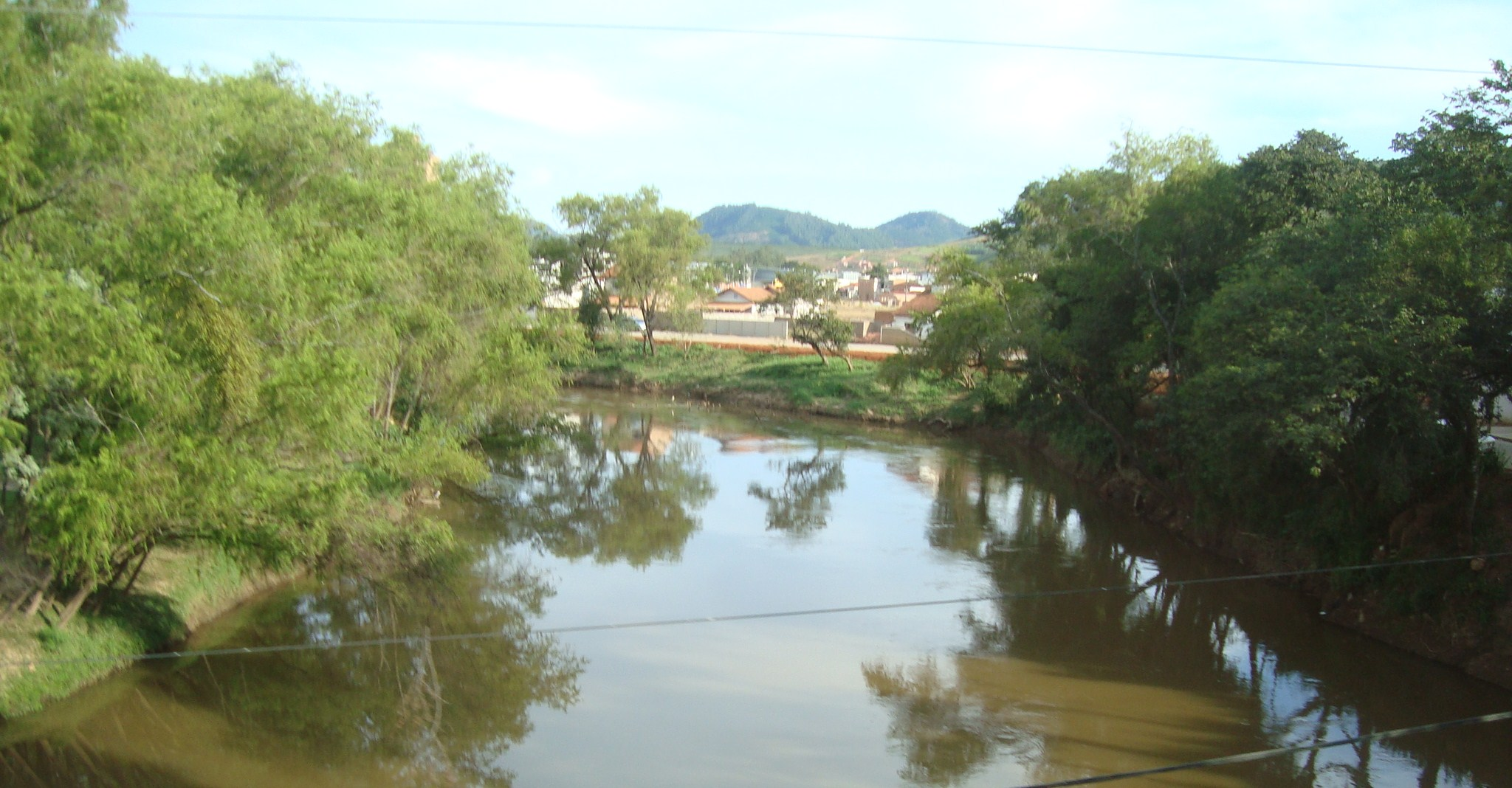
Rio Sapucaí em Santa Rita do Sapucaí

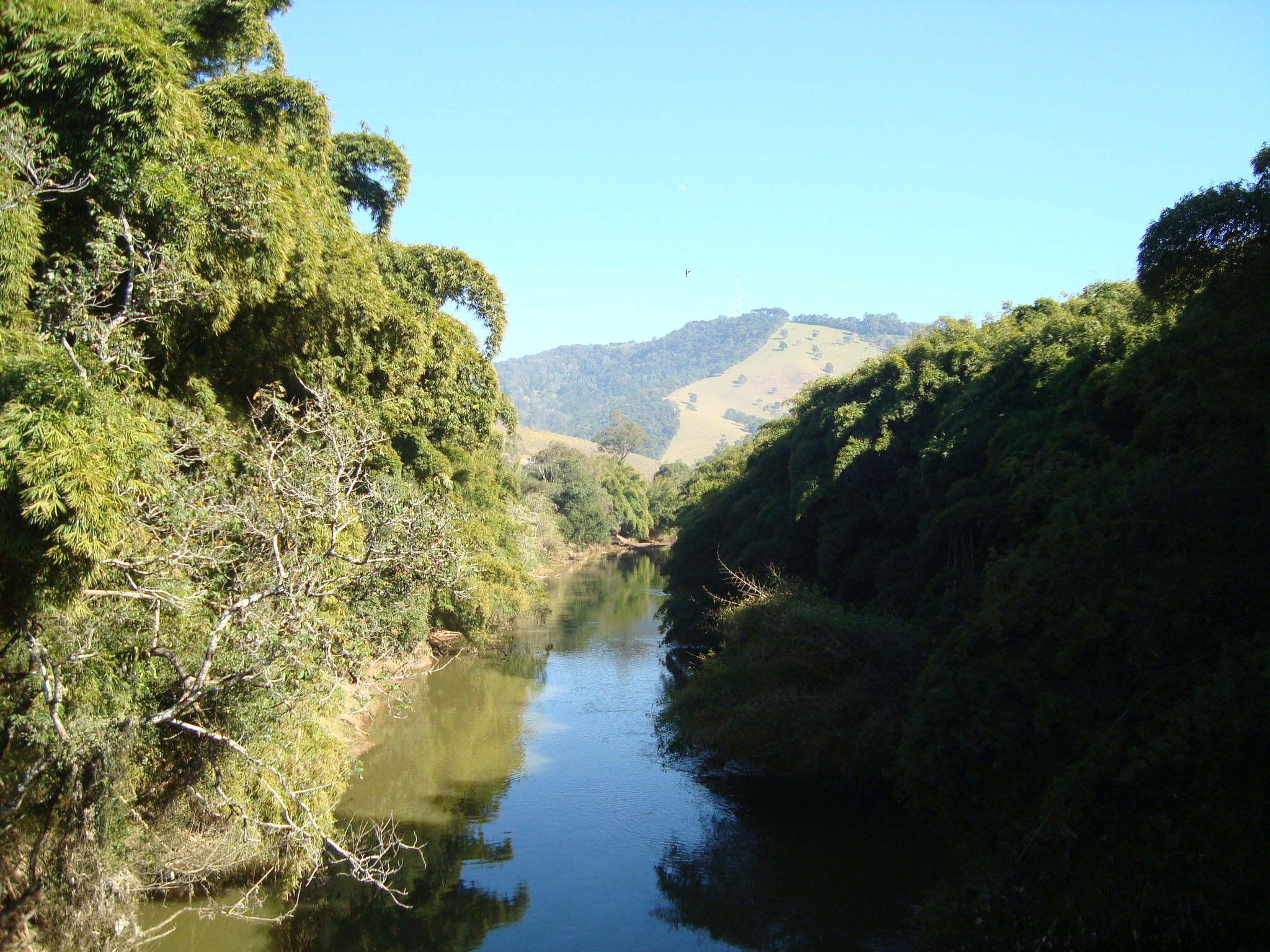
Rio Verde em São Lourenço

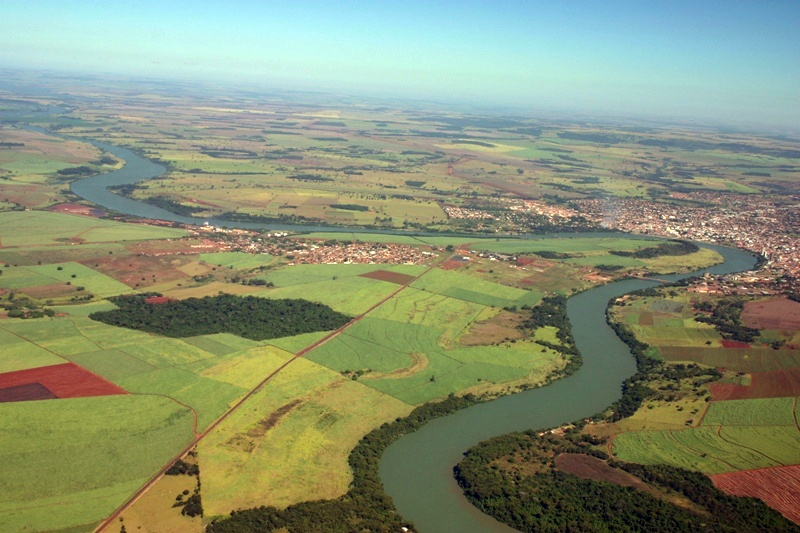
Rio Paranaíba entre Itumbiara (GO) e Araporã (MG).

- Rio Paraná

Bacia do Rio Tietê
- Rio Jaguari
  - Rio Camanducaia

Bacia do Rio Grande
- Rio Grande
  - Rio Pardo
    - Rio Mojiguaçu
      - Rio Jaguari-Mirim
      - Ribeirão de São Paulo

  - Rio Uberaba
  - Rio Sapucaí
    - Rio Muzambo
    - Rio Cabo Verde
    - Rio São Tomé
    - Rio Machado
    - Rio Verde
      - Rio Baependi
      - Rio Passa Quatro

    - Rio Cervo
    - Rio Sapucaí-Mirim
      - Rio Mandu

    - Rio Lourenço Velho

  - Rio Santana
  - Rio Jacaré
    - Rio do Amparo

  - Rio das Mortes
    - Rio das Mortes Pequeno
    - Rio Santo Antônio
    - Rio Carandaí
    - Rio Elvas

  - Rio Capivari
  - Rio Aiuruoca
    - Rio Francês

Bacia do Rio Paranaíba
- Rio Paranaíba
  - Rio São Domingos
    - Rio da Prata

  - Rio Araguari
    - Rio Uberabinha
    - Rio Quebra-Anzol

  - Rio São Marcos
  - Rio Claro